# إيرينا أنتونينكو
 ايرينا ايغوريفنا أنتونينكو  (الروسية: Ири́на И́горевна Анто́ненко)؛ مواليد 1 سبتمبر 1991 في يكاترينبورغ) عارضة أزياء وممثلة وحاملة لقب مسابقة ملكة جمال روسية والتي توجت بمسابقة «ملكة جمال يكاترينبرج 2009» واتبعته بالحصول على التاج الكريستالي في مسابقة ملكة جمال روسيا 2010 . ، ما يعطيها الحق رسمياً في تمثيل بلدها روسيا في المسابقة الدولية، بالإضافة إلى تاج فوزنيسينسكي الكريستالي، حصل أنتونينكو على جوائز: 100 ألف دولار أمريكي، ساعة مصنوعة من الذهب الوردي مع الماس الأسود ومنحة للدراسة في أي مؤسسة تعليمية في العالم، أبرمت وكالة مصمم الأزياء الألماني فيليب بلين اتفاقًا مع شركة إيرينا، والذي بموجبه أصبح العارضة هي الوجه الرسمي لشركة الإعلانات في دار الأزياء.
بصفتها مكلة جمال روسيا 2010 وصاحب الحق في المشاركة في المنافسة الدولية وهو ما تم لاحقاً عندما شاركت إيرينا في مسابقة ملكة جمال الكون 2010، وحلت في المركز الخامس عشر في المسابقة التي عقدت في 23 أغسطس 2010 في مدينة لاس فيغاس، الولايات المتحدة الأمريكية.
النجاح في مهنة عرض الأزياء لم يدير رأس ملكة جمال وتكريس حياتها إلى المدرج العرض عن شغفها الكامن. لطالما أرادت إيرينا أن تجرب نفسها كممثلة، لذلك دخلت أنتونينكو الجامعة الروسية لفنون المسرح.
دخلت مجال التمثيل اكتسبت شهرة كشخصية رئيسية في أفلام «القفص الذهبي»، «السفينة»، «عش الدبابير».

## نشأتها
ولدت إيرينا أنتونينكو في 1 سبتمبر 1991 في سفيردلوفسك، روسيا الاتحادية الاشتراكية السوفياتية، الاتحاد السوفيتي، المدينة التي عادت إلى اسمها التاريخي يكاترينبرج، بعد سقوط الاتحاد السوفيتي، وبعد أيام قليلة من ولادة الفتاة «إيرينا». نشأت الأسرة الصغيرة المكونة من الأب إيغور أنتونينكو جندياً، والأم ناتاليا ضابطة الشرطة من طفلين ابنة وابن. أكملت تعليمها في المدرسة الثانوية خلال تلك الفترة وعلى الرغم من انجذبت إيرينا إلى المسرح، قرر تجربة مجال عارضة أزياء في نفس لفترة دخلت أول مسابقة جمال لها، حيث فشلت في الحصول على المراكز الثلاثة الأولى. بعد الانتهاء من المرحلة الثانوية، بدأت في دراسة التمويل في جامعة أورال المالية والقانونية، وفي نفس الوقت تقريبًا، بدأت أيضًا مسيرتها المهنية في عرض الأزياء.

## حياتها الشخصية
في صيف عام 2011، أعجب معجبو الجمال بصور زفاف أنتونينكو. تزوجت إيرينا من رجل أعمال ناجح فياتشيسلاف فيدوتوف، الذي التقت به لمدة عامين تقريبًا أثناء تصوير البرنامج التلفزيوني «الرقص مع النجوم»، واصل التعارف في التدريب الرياضي: اتضح أن كلاهما يحضران نفس الجيم. نمت الصداقة إلى شيء أكثر هو الارتباط.
ولكن في عام 2014، ظهرت معلومات أنه في زواج فيدوتوف وأنتونينكو وصل إلى النقطة الفتور. تقول الشائعات إن سبب الفجوة كان مهنة فيلم إيرينا المتنامية. اختفت الممثلة في رحلات العمل، فيما بدأ فياتشيسلاف بالشك في زوجته بالخيانة. للتخلي عن حياتها المهنية لصالح ان الأسرة هادئة، لا يمكن إيرا.
وفي عام 2015، في حفل سينمائي، بدأوا يتحدثون عن حقيقة أن أنتونينكو كان يواعد زميله المطلق، ستانيسلاف بوندارينكو. كما تعلمون، فإن زواج الشاب الشاب الأول من الممثلة جوليا تشيبليفا قد انهار، على الرغم من وجود طفل صغير. علاقة ايرينا وستانيسلاف أيضا لم تصمد أمام اختبار الزمن. في بداية عام 2017، لم يعد الزوجان معًا.

## روابط خارجية
- إيرينا أنتونينكو على موقع IMDb (الإنجليزية)
- إيرينا أنتونينكو على موقع قاعدة بيانات الفيلم (الإنجليزية)

- موقع ايرينا أنتونينكو الرسمي
- موقع ملكة جمال روسيا الرسمي

| الجوائز و الإنجازات | الجوائز و الإنجازات  | الجوائز و الإنجازات      |
| ------------------- | -------------------- | ------------------------ |
| سبقه صوفيا رودييفا  | ملكة جمال روسيا 2010 | تبعه ناتاليا غانتيموروفا |